# Holger Fransman

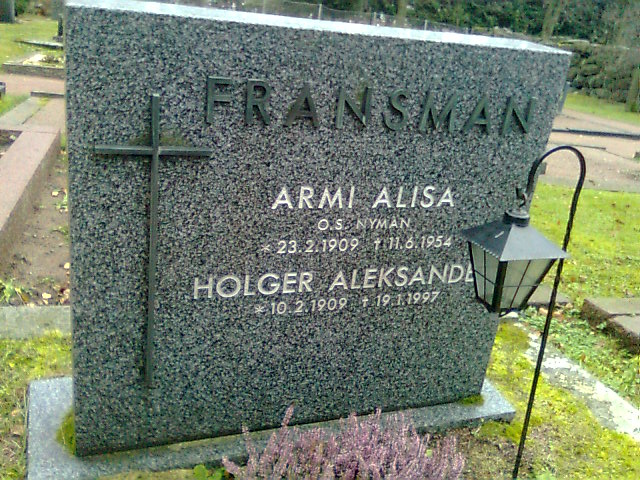
Fransmans Grab in Helsinki

Holger Alexander Fransman (* 10. Februar 1909 in Helsinki; † 19. Januar 1997 ebenda) war ein finnischer Hornist.
Fransman studierte Horn in Wien bei Karl Stiegler, dessen letzter Schüler er war. In seiner Wiener Zeit lernte er auch Gottfried von Freiberg, den Neffen Stieglers kennen. 1932 wurde er ins Orchester der Helsinkier Philharmoniker als dritter Hornist berufen und wurde dort 1937 Solohornist. Er hatte diese Position bis 1967 inne. Neben seiner Arbeit als Solist war Fransman von 1931 bis 1973 Professor für Horn an der Sibelius-Akademie. Durch seine Wirkung als Lehrer wurde er als „Vater der Finnischen Hornschule“ bezeichnet.
Der Finnische Hornclub vergibt im Gedenken an Fransman den renommierten Internationalen Holger-Fransman-Horn-Preis.

## Ehrungen
- Ehrenmitglied der International Horn Society
- Ehrenmitglied des Suomen käyrätorviklubi (Finnischer Hornclub)

## Schriften
- Fransman Holger (1986): Die Tradition der Blasmusiken in Finnland. Brass Bulletin No. 53, I.